# Joseph E. Brown

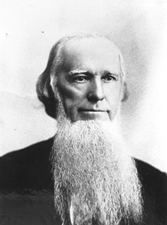
Joseph Emerson Brown

Joseph Emerson Brown (* 15. April 1821 im Pickens County, South Carolina; † 30. November 1894 in Atlanta, Georgia) war ein US-amerikanischer Politiker und Gouverneur von Georgia von 1857 bis 1865. Von 1880 bis 1891 saß er im Senat der Vereinigten Staaten.

## Frühe Jahre und politischer Aufstieg
Der in South Carolina geborene Brown wuchs in den Bergen im nördlichen Georgia auf. Er erhielt eine gute Erziehung an verschiedenen Privatschulen. Von 1845 bis 1846 studierte er auch an der Harvard Law School und wurde dort zum Rechtsanwalt ausgebildet. Er war sehr ehrgeizig und wurde in Georgia bald ein erfolgreicher Anwalt und Geschäftsmann.
Schon früh trat er der Demokratischen Partei bei und stieg nach seiner 1849 erfolgten Wahl in den Senat von Georgia zu einem der Parteiführer in Georgia auf. 1855 wurde er zum Richter am Supreme Court of Georgia berufen.

## Frühe Gouverneurszeit
1857 ließ sich Brown von seiner Partei für die Gouverneurswahlen aufstellen. Anschließend wurde er mit großer Mehrheit gewählt. Von nun an war er praktisch in Wahlen unschlagbar. Obwohl er bei den Plantagenbesitzern nie den ganz großen Anklang fand, hatte er doch die Unterstützung der restlichen weißen Bevölkerung des Staates, für die er sich massiv einsetzte. Er setzte sich mit dem System der Staatsbanken in Georgia auseinander und zwang die Western and Atlantic Railroad zu einer effizienteren Geschäftsführung.

## Die Sezession
Im nationalen Konflikt zwischen dem Norden und dem Süden war Brown ein starker Befürworter der Trennung Georgias von der Union. Er unterstützte alle Anstrengungen in diese Richtung. Brown ließ die Nationalgarde militärisch ausbilden und trieb auch andere Kriegsvorbereitungen voran. Nach der Wahl von Abraham Lincoln zum US-Präsidenten im November 1860 verwies er auf South Carolina, das bereits im Dezember seinen Austritt aus der Union verkündet hatte, und forderte seine Landsleute auf, diesem Beispiel zu folgen. Er ordnete noch vor einem offiziellen Beschluss die Besetzung der zu diesem Zeitpunkt leerstehenden Bundesfestung Fort Pulaski an. Für Brown war das Ende der Sklaverei ebenso unvorstellbar wie die Gleichberechtigung der Rassen. Schließlich wurde eine Versammlung einberufen, die mit knapper Mehrheit den Austritt Georgias aus der Union und den Anschluss an die neu gegründete Konföderation beschloss. Damit wurde Georgia automatisch in den im April 1861 ausbrechenden Bürgerkrieg hineingezogen.

## Der Bürgerkrieg
Schon vor dem Bürgerkrieg befürchtete Gouverneur Brown, unabhängig von dem aufkommenden nationalen Konflikt zwischen den Staaten, eine Dominanz der Bundesregierung in Washington gegenüber den Einzelstaaten. Nachdem Georgia ein Bundesstaat der Konföderation geworden war, machte sich der Gouverneur noch mehr Sorgen über das Verhältnis zu der Staatsregierung in Richmond, Virginia. Die Zentralregierung unter Präsident Jefferson Davis wollte alle militärischen Kräfte im Süden unter ihrem Kommando vereinigen, um die militärischen Erfolgsaussichten zu verbessern. Zu diesem Zweck erließ Davis auch eine allgemeine Wehrpflicht. Brown war strikt gegen dieses Gesetz, weil er befürchtete, dass zu viele junge weiße Männer aus Georgia abgezogen würden. Er gewährte tausenden von Wehrpflichtigen Freistellungen, die dann in einer stark anwachsenden bürokratischen Staatsverwaltung neue Stellen fanden. Dieses Verhalten löste eine Kontroverse zwischen Davis und Brown aus. Der Präsident befürchtete, nicht ganz zu Unrecht, dass Browns Verhalten im Süden Schule machen könnte. Dieser Konflikt eskalierte bis zum Ende des Krieges noch und weitete sich auf andere Bereiche aus. Grundsätzlich bestand Brown auf der Eigenständigkeit der Einzelstaaten, während Jefferson Davis eine starke Zentralregierung forderte.
Je länger der Krieg andauerte, desto größer wurden auch die Probleme in Georgia. Zu Beginn des Krieges hatte die Regierung eine Art Mini-Wohlfahrtsprogramm aufgelegt, das bedürftige Familien und Soldaten mit den notwendigsten Gütern versorgte. Je mehr Soldaten aus Georgia eingezogen wurden und im Krieg umkamen, desto größer wurde die Zahl dieser Bedürftigen. Daher wurde die Finanzierung des Hilfsprogramms immer schwieriger und war schließlich nur noch mit Hilfe von Steuererhöhungen machbar. Brown tat alles, um diese für die Bevölkerung erträglich zu machen. Gegen die allgemein im Süden einsetzende Inflation konnte er jedoch nichts ausrichten. In Georgia tat er alles, um der leidenden Bevölkerung zu helfen. Er sorgte sich sowohl um die Familien als auch um die Soldaten, die täglich für die Sache der Konföderation im Felde standen und starben. In dieser Fürsorge übertraf Brown die meisten Politiker der Zentralregierung in Richmond. Dadurch blieb seine Popularität in Georgia trotz des Krieges ungemindert und er wurde 1863 souverän in seinem Amt bestätigt.
Seine neue Amtszeit war naturgemäß vom Krieg überschattet. Seine Haltung gegenüber Präsident Davis wurde immer radikaler. Je länger der Krieg dauerte, desto mehr Unterstützung fand er bei seinen Amtskollegen in den anderen Südstaaten. Auch Vizepräsident Alexander Hamilton Stephens unterstützte Brown. Im weiteren Verlauf sank aufgrund des Kriegsverlaufs die Moral nicht nur in Georgia, sondern in allen Südstaaten. Im Frühjahr 1864 zeichnete sich die militärische Niederlage des Südens ab. Unionsgeneral William T. Sherman drang mit einer großen Armee bis in den Norden Georgias vor. Im September fiel Atlanta und die Unionsarmee marschierte, ohne nennenswerten Widerstand zu finden, durch Georgia bis an die Küste. Gouverneur Brown forderte nun von der konföderierten Regierung das Ende des Krieges.

## Lebensende und Tod
Nach der endgültigen Kapitulation des Südens im April 1865 wurde Brown kurzzeitig verhaftet und in Washington inhaftiert. Nach seiner Freilassung unterstützte er die Rekonstruktionspolitik von Präsident Andrew Johnson. Im September 1865 wurde er auf der ganzen Linie begnadigt. Nachdem er Mitglied der Republikanischen Partei geworden war, wurde er für zwei Jahre Oberster Richter am Gerichtshof von Georgia. Nach dem Ende der Besatzungszeit kehrte er zu den Demokraten zurück und war sowohl als Anwalt als auch als Geschäftsmann erfolgreich. Zusammen mit John Brown Gordon und Alfred H. Colquitt gehörte er zu dem sogenannten „Bourbon-Triumvirat“, das den Staat Georgia zwischen 1872 und 1890 politisch weitgehend kontrollierte. Zwischen dem 26. Mai 1880 und 3. März 1891 saß Brown außerdem für Georgia im Senat der Vereinigten Staaten. Aufgrund seines schlechten Gesundheitszustandes trat er 1891 von diesem Amt zurück. Er starb im November 1894.
Joseph Brown war mit Elizabeth Grisham verheiratet. Ihr gemeinsamer Sohn Joseph wurde später ebenfalls Gouverneur von Georgia.